# Beauchalot
Beauchalot település Franciaországban, Haute-Garonne megyében. Lakosainak száma 659 fő (2022. január 1.). Beauchalot Castillon-de-Saint-Martory, Labarthe-Inard, Lestelle-de-Saint-Martory, Montespan, Saint-Médard és Figarol községekkel határos.

## Népesség
A település népességének változása:
| Lakosok száma | 315  | 350  | 380  | 452  | 534  | 629  | 640  | 643  | 645  | 659  |
|               | 1968 | 1982 | 1990 | 2006 | 2013 | 2015 | 2017 | 2019 | 2020 | 2022 |